# Dillinger Hütte
 (janvier 2008).
Si vous disposez d'ouvrages ou d'articles de référence ou si vous connaissez des sites web de qualité traitant du thème abordé ici, merci de compléter l'article en donnant les références utiles à sa vérifiabilité et en les liant à la section « Notes et références ».

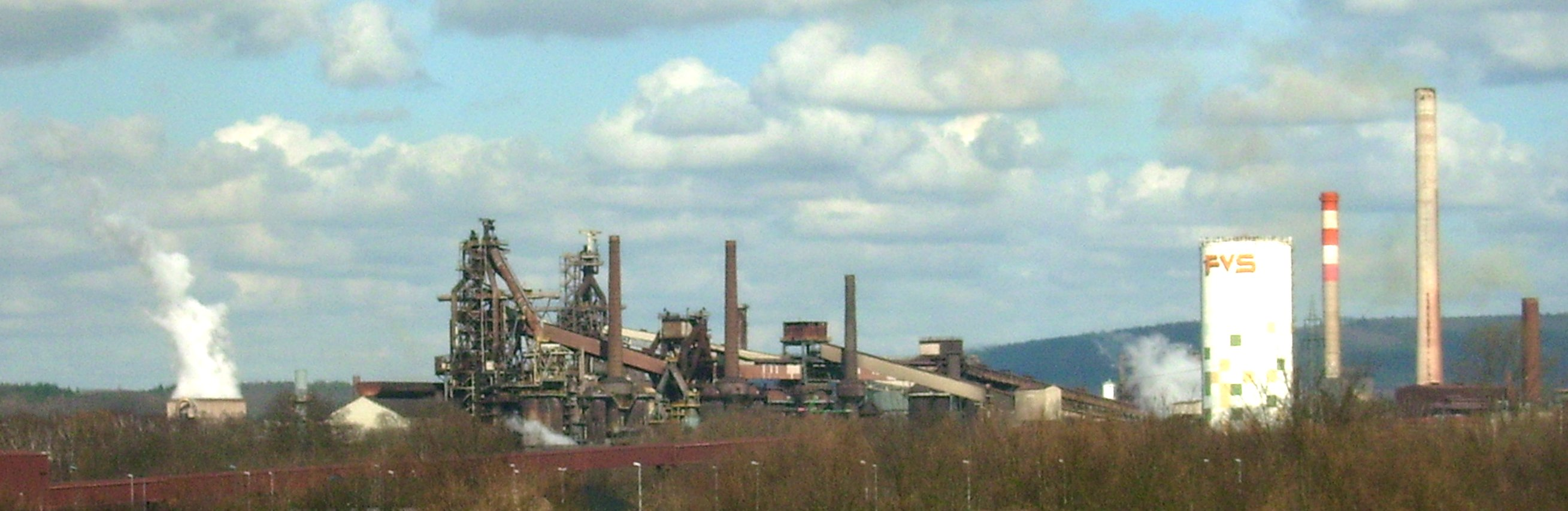
Dillinger Hütte

La Dillinger Hütte est une usine sidérurgique implantée à Dillingen en Sarre. Elle a une histoire de plus de 300 ans. Elle a été fondée en 1685 et a été la première société par actions (1809) en Allemagne. La première installation de coulée continue de brames au monde[réf. nécessaire] est entrée en production à Dillingen en 1962. En 1998, elle a été complétée par une installation permettant de couler des brames de 400 mm d’épaisseur, les plus épaisses momentanément dans le monde. Les équipements principaux du laminoir sont les deux cages quarto, dont une de 5,5 m de largeur de cylindre et d’une force de laminage de 110 MN, la plus performante au monde actuellement.
Un autre laminoir (Dillinger France) à Dunkerque (France) appartient au Groupe. La société mère du Groupe est la DHS Holding qui possède 95,28 % des parts de la société, l’AG der Dillinger Hütte. 4,72 % des parts appartiennent à différents actionnaires. Les produits de la société sont commercialisés sous le nom de marque Dillinger Hütte GTS.
Le Groupe sidérurgique international Arcelor Mittal détient 30,08 % des parts de la DHS Holding, la Saarstahl AG en détient 33,75 % et la Struktur-Holding-Stahl 15 %. À l’inverse, la Dillinger Hütte détient 25,10 % des parts de la Saarstahl AG. Elle détient 50 % des parts de la ROGESA Roheisengesellschaft dont les hauts fourneaux se trouvent sur le site de l’usine de la Dillinger Hütte produisent, entre autres, la fonte brute nécessaire à la fabrication de l’acier. Cette dernière entreprise détient des parts de la ZKS Zentralkokerei Saar dont les unités de production se trouvent également sur le site de l’usine.

## Produits
La Dillinger Hütte produit de l’acier, des tôles fortes, du laitier coulé et des produits semi-finis tels des pièces formées à la presse, des fonds emboutis et des viroles pour la construction d’appareils à pression et la chaudronnerie. En commun avec sa filiale française Dillinger France, elle produit plus de deux millions de tonnes de tôles fortes par an, dans des épaisseurs allant de 6 à 440 mm et est ainsi le plus grand producteur de tôles fortes en Europe. Les tôles sont utilisées dans la construction de plateformes d’extraction offshore, de navires, de raffineries pétrochimiques, de ponts et de machines lourdes. Exemples de constructions : le pont de l’Øresund, le viaduc de Millau, le Stade Moses-Mabhida à Durban et le paquebot transatlantique Queen Mary II. Les arcs typiques du stade olympique d'Athènes ont été construits avec les tôles de Dilling. Les applications principales sont cependant les tôles fortes pour des tubes de gros diamètre pour pipelines. Elles sont usinées dans ce cas par laminage thermomécanique, un procédé de laminage très spécial qui permet de contrôler les plus grandes propriétés mécaniques tout en obtenant les meilleures propriétés pour le façonnage (courbure, soudage). La Dillinger Hütte détient également 50 % des parts de la société Europipe GmbH, le plus grand producteur européen de gros tubes sur des sites en Allemagne, en France et aux USA.
Dillingen est le seul site en Sarre qui fabrique de la fonte brute. La société commune Roheisengesellschaft ROGESA approvisionne également la société partenaire Saarstahl.
Autres exemples d’utilisation de l’acier de Dillinger Hütte :
- Le Shanghai World Financial Center dont les 492 m en font le troisième bâtiment du monde par la hauteur.
- La Commerzbank à Francfort, le plus haut bâtiment administratif en Europe
- La New York Times Tower à Manhattan
- Les turbines du barrage des trois gorges en Chine
- Le pont Erasme à Rotterdam
- Les sculptures de l’artiste américain Richard Serra ont introduit les tôles de Dilling dans le monde de l’art également, entre autres au musée Guggenheim de Bilbao.

## Historique

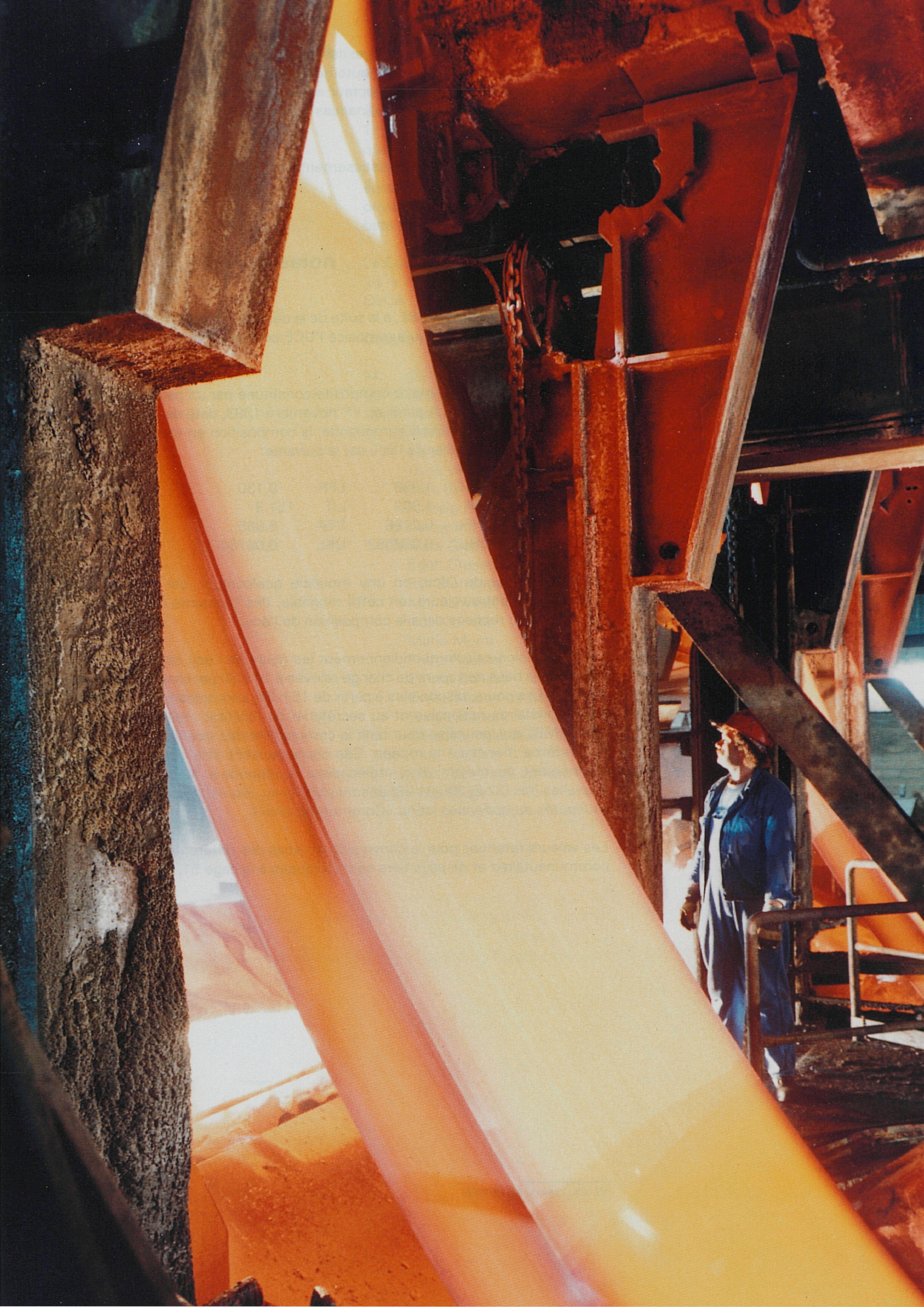
Coulée continue de brame à l'aciérie de Dilling en 1995.

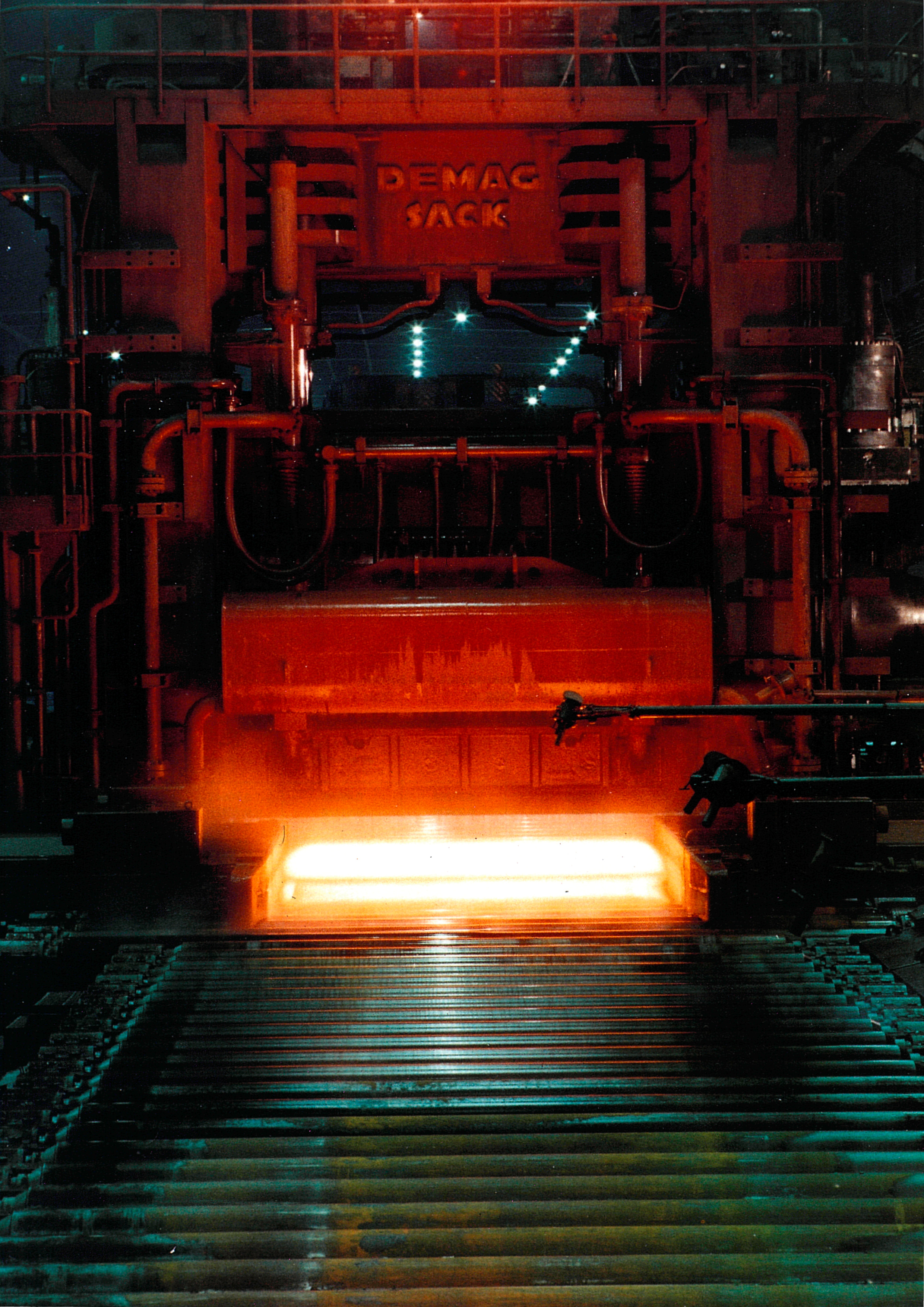
Laminage de plaque sur la cage quarto 5,5 m de Dilling en 1995.

En 1685, Louis XIV, roi de France, autorise le marquis Charles Henri de Lénoncourt à construire une aciérie avec un four de fusion aux portes de la ville fortifiée de Sarrelouis. Les conditions locales étaient favorables à l’implantation d’une aciérie. La petite rivière Prims offrait la force hydraulique nécessaire, la forêt environnante livrait le bois de combustion pour les fours de fusion, et les gisements de minerai de fer à proximité approvisionnaient en matières premières pour la production.
Les premiers produits ont été le fer forgé, les clous et les produits en fonte tels les plaques de cheminées, les casseroles et les poêles. Petit à petit, la production a été optimisée. Avec la construction de la première tôlerie sur le continent européen en 1802, la tôle détermine le développement de l’usine. Elle devient la plus grande aciérie productrice de tôles de fer-blanc et de tôles noires de Prusse. Sur autorisation de Napoléon Bonaparte, la Dillinger Hütte devient en 1809 la première société par actions en Allemagne et l’une des premières en Europe. En 1828, la société prend le nom Anonyme Gesellschaft der Dillinger Hüttenwerke. Des laminoirs et des hauts fourneaux très modernes sont installés et, vers la fin du XIXe siècle, l’effectif compte déjà plus de 2 500 personnes. Le calibre de tôles dit « Dillinger Blechlehre » avec 24 degrés d’épaisseur servait depuis longtemps de norme dans toute l’Europe.
Dans le domaine social, la Dillinger Hütte était exemplaire : la société avait créé des caisses d’assistance et de retraite, équipé un dispensaire et construit des logements d’ouvriers ainsi que sa propre école. Pendant la Seconde Guerre mondiale, l’aciérie est détruite à 65 %. Presque 200 000 obus s’abattent sur le site de l’usine. Les travaux de déblaiements nécessaires durent plusieurs mois et l’entreprise recommence à zéro. Après la guerre, la Dillinger Hütte continue à miser sur l’avenir de l’acier : avec des nouveautés dans le monde, telles et la mise en service du laminoir de tôles fortes en 1971, de la cage de laminoir la plus performante en 1985 et de la plus grande fraiseuse du monde pour les tôles chanfreinées en 2005.
En 1961, l'usine met en service de la première coulée continue à deux lignes du monde. En 1998, la CC5 est la première coulée continue du monde à appliquer la réduction douce sur une brame épaisse de 400 mm. L'installation est modernisée en 2010 afin de pouvoir couler des brames de 500 mm d'épaisseur, établissant un record mondial,.
En 2016, l'usine met en service la CC6, une coulée continue destinée à produire les brames les plus épaisses au monde, de 500 mm d'épaisseur. Un an plus tard, une modification de la machine lui permet de couler des brames de 600 mm d'épaisseur. L'investissement de 400 M€, avait été décidé en 2011 et les travaux ont démarré en 2013 pour s’achever trois ans plus tard. L'objectif est de remplacer la CC3, mais la mise en service se déroule dans un contexte économique particulièrement déprimé. En 2019, la situation ne s'améliorant pas, l'entreprise se résout à tailler dans ses effectifs : sur les 6 000 emplois en Sarre, la direction annonce la suppression de 1 500 postes et l’externalisation de 1 000 postes.

## Curiosité
Les ouvriers de la Dillinger Hütte sont traditionnellement appelés « Hüttenbären » (ours de l’aciérie). Rien d’étonnant alors que la garderie de l’entreprise ait été baptisée « kleine Hüttenbären » (oursons de l’aciérie).